# Louye
Louye é uma comuna francesa na região administrativa da Normandia, no departamento de Eure. Estende-se por uma área de 5,15 km². Em 2010 a comuna tinha 228 habitantes (densidade: 44,3 hab./km²).